# Капан
Капа́н (вірм. Կապան) — місто у Вірменії, адміністративний центр марзу (області) Сюнік.

## Історія
В історії Вірменії Капан вперше згадується з V столітті. У X столітті власник Сюніка князь Смбат II, проголосивши себе царем у 970 році, переніс сюди з Вайку свою резиденцію і заснував Сюнікське, або Бахкське царство. На початку XVIII століття в цих місцях проти турецьких і перських загарбників боровся легендарний Давид Бек. Його визвольний похід з купкою воїнів почався в 1722 році, незабаром під його прапором зібралися тисячі патріотів, які звільнили Сюнік.

## Географія

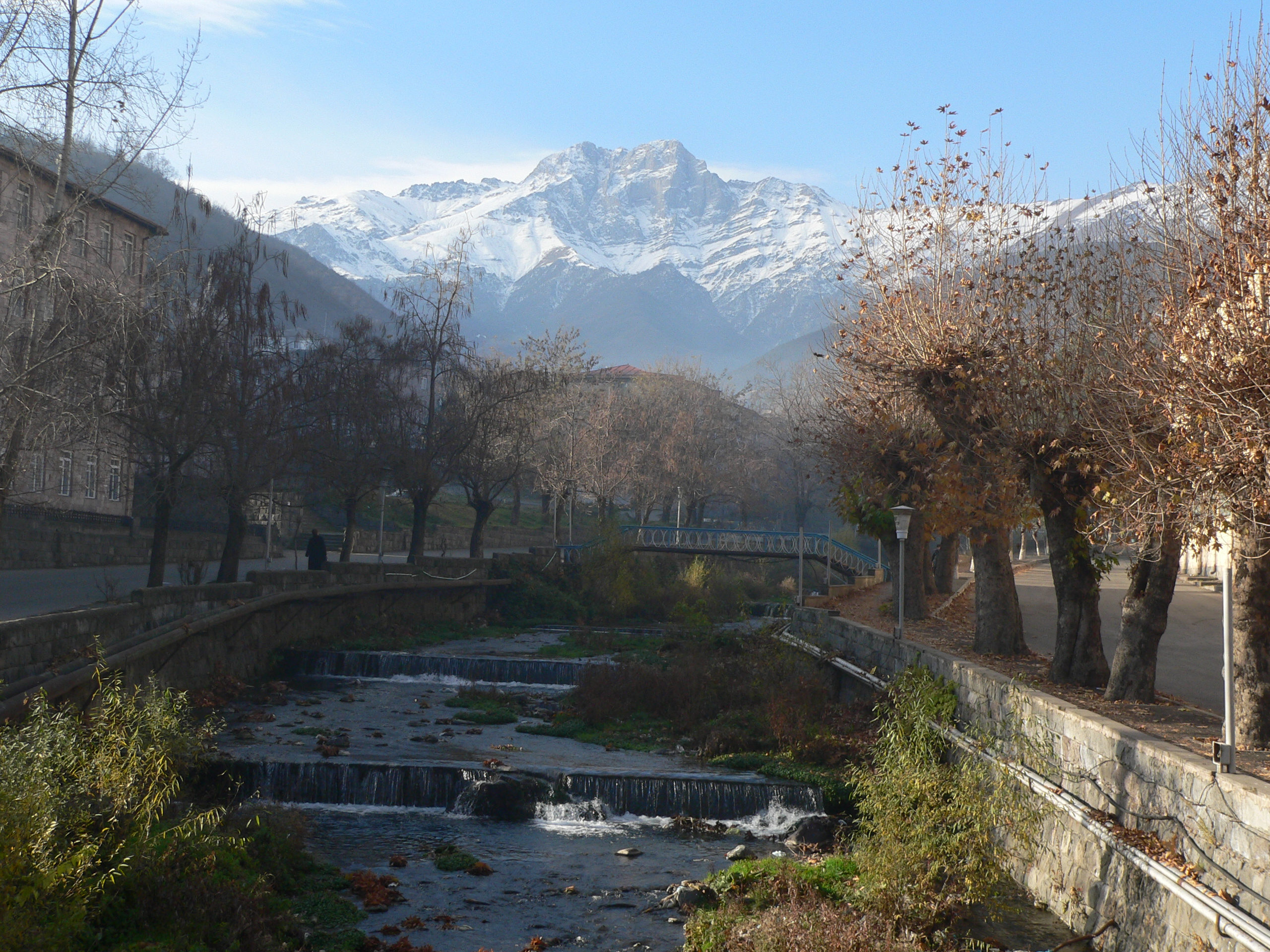
Вид на гору Хуступ та річку Вохчі

Капан є найбільшим містом південної Вірменії. Розташований на сході марзу Сюнік в долині річки Вохчі на південно-східних схилах Зангезурського хребту між його відрогами — Баргушатським і Мегринським хребтами. На південь від міста — гора Хуступ (3201 м). Знаходиться за 316 км від Єревана і приблизно за 1 км від Кашатага.

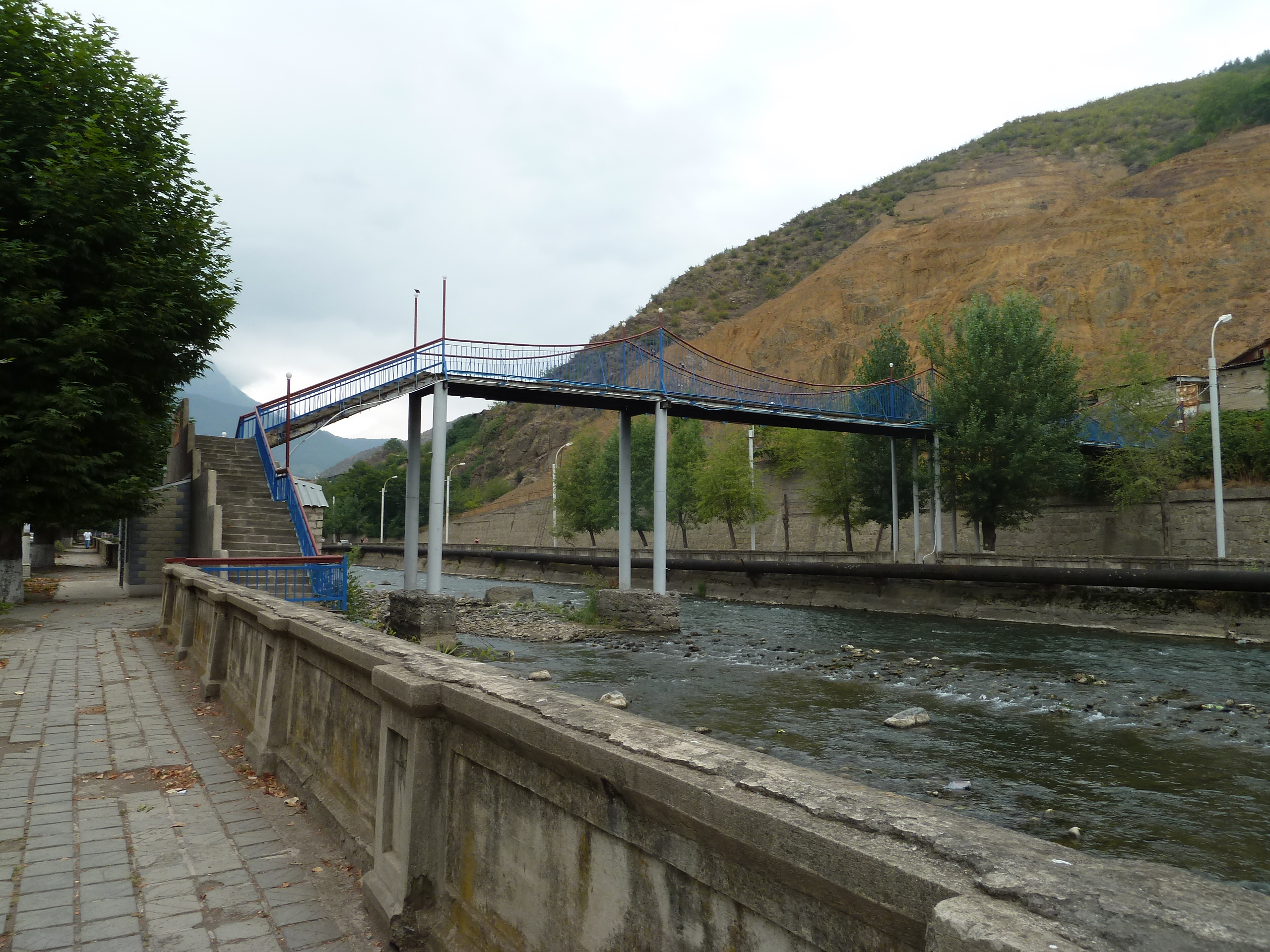
Піший міст над річкою Вохчі
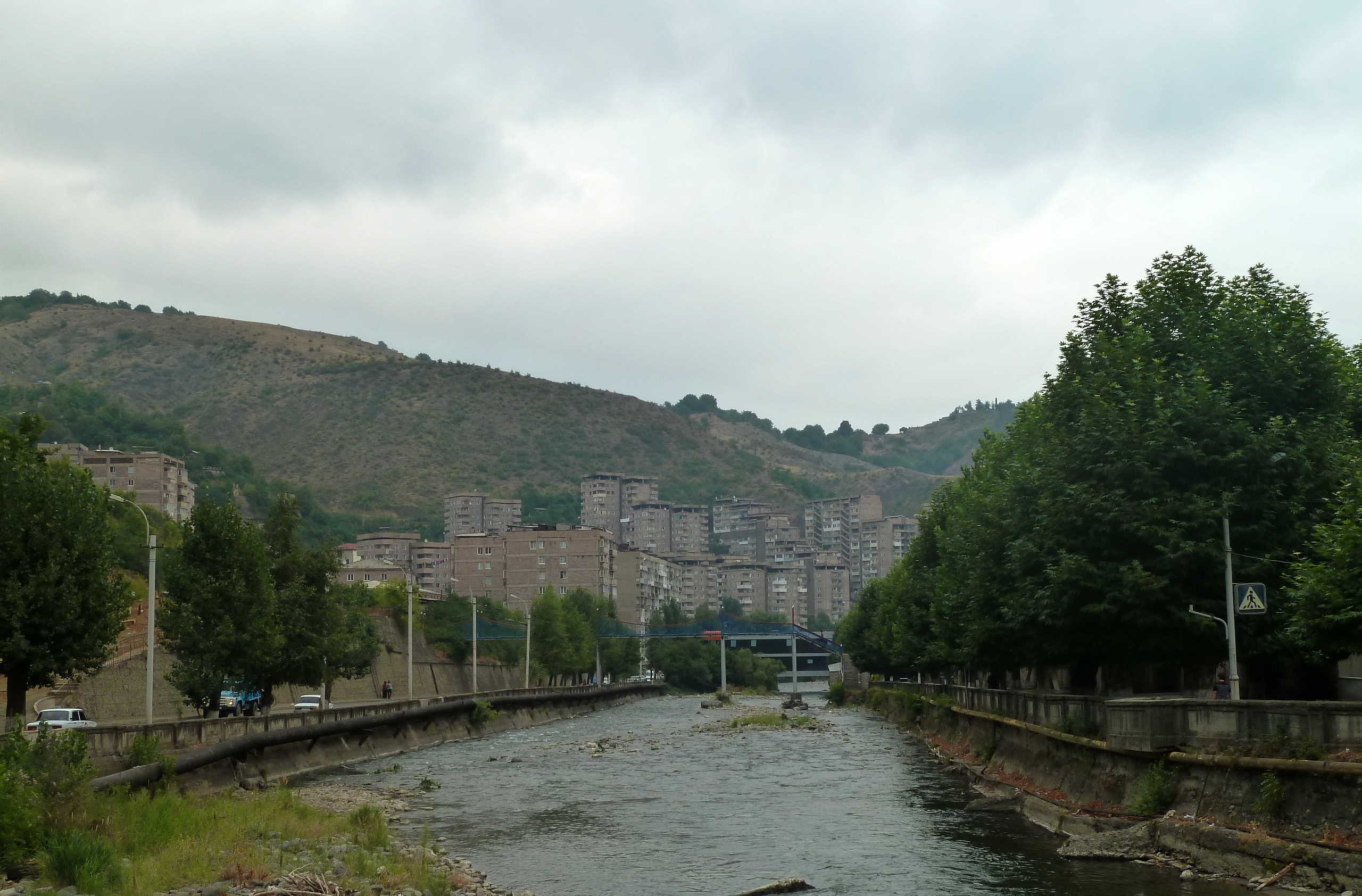
Вохчі і житлові масиви
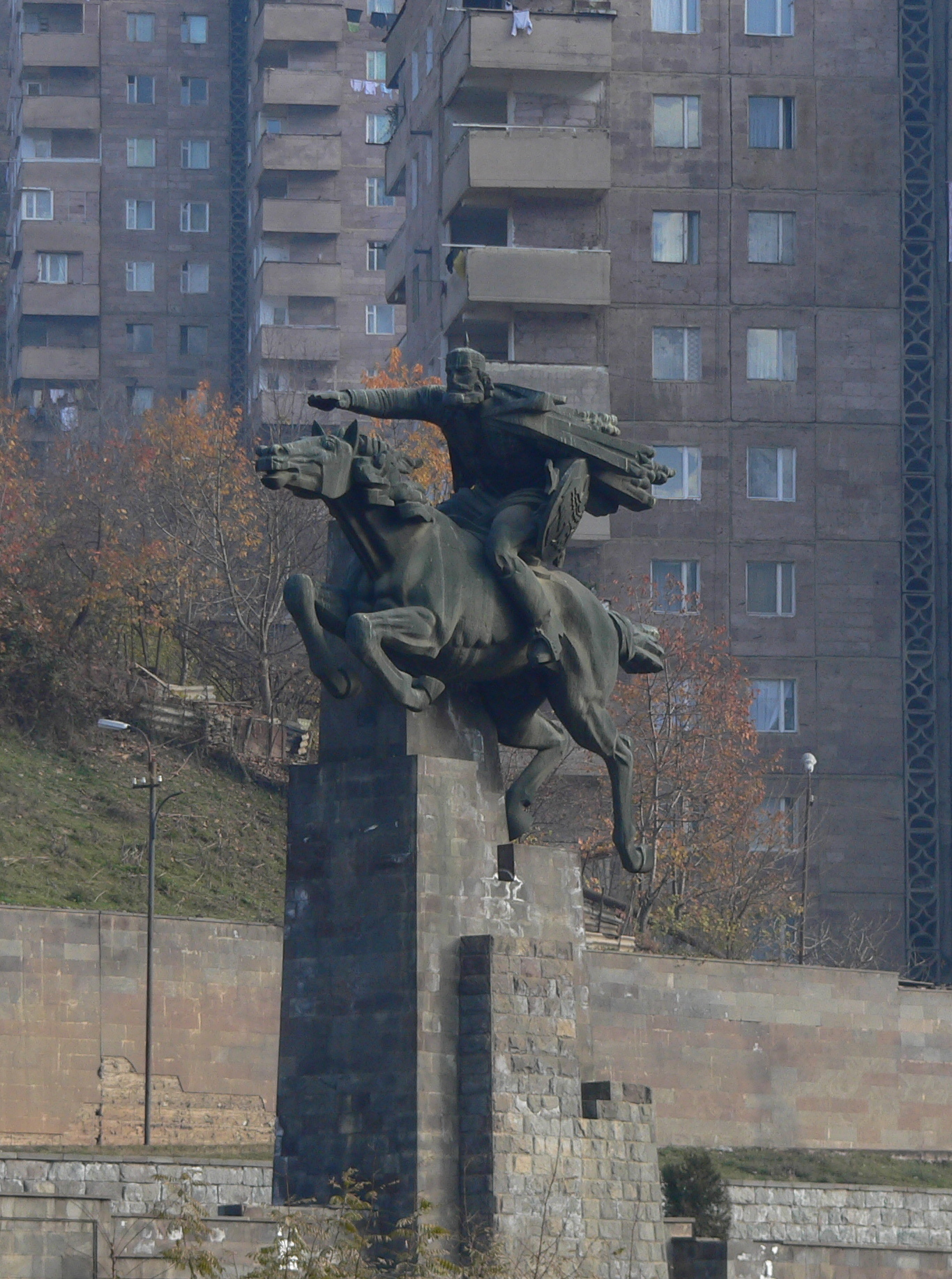
Памʼятник Давиду Беку
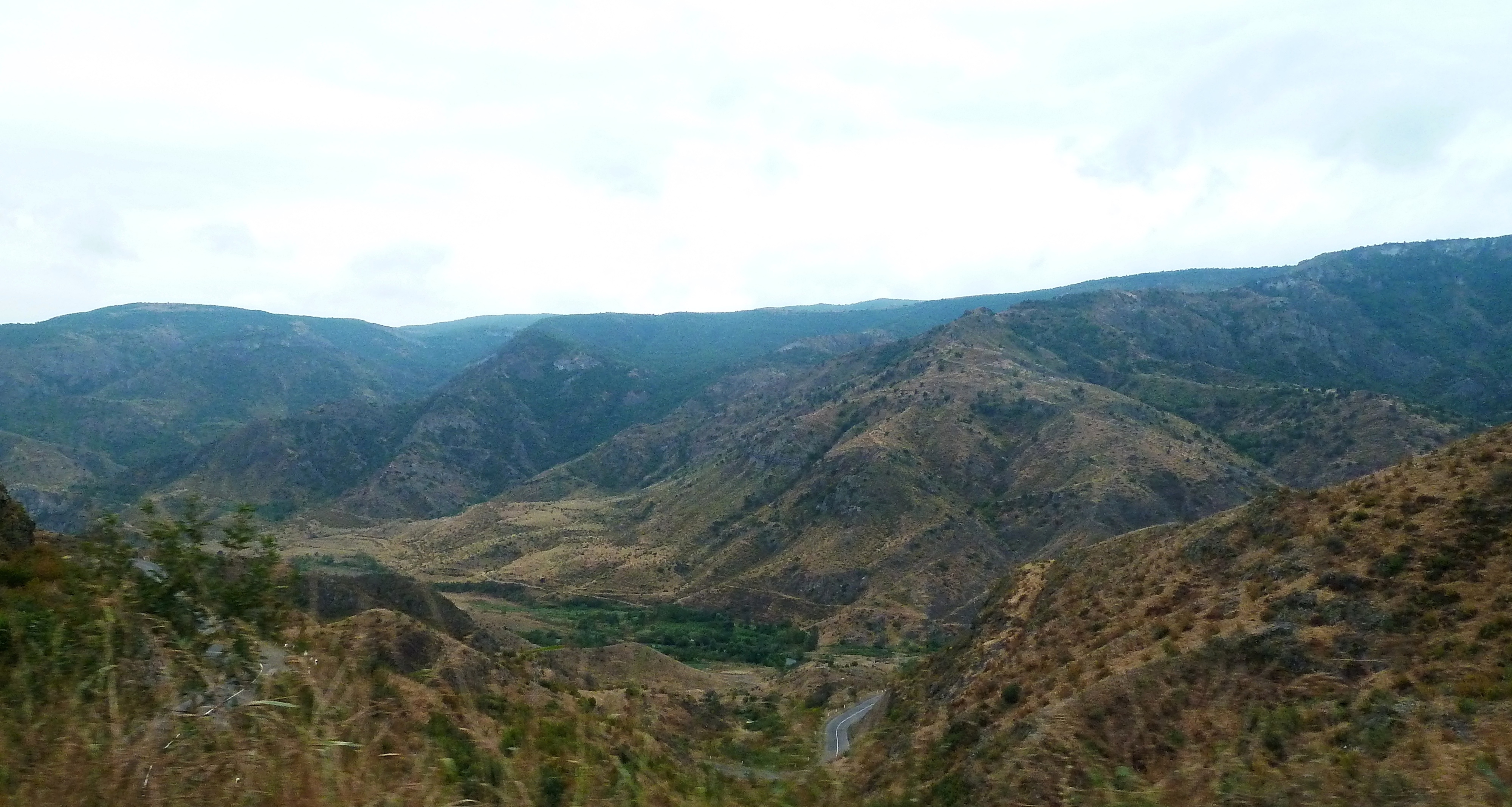
Дорога на Горіс
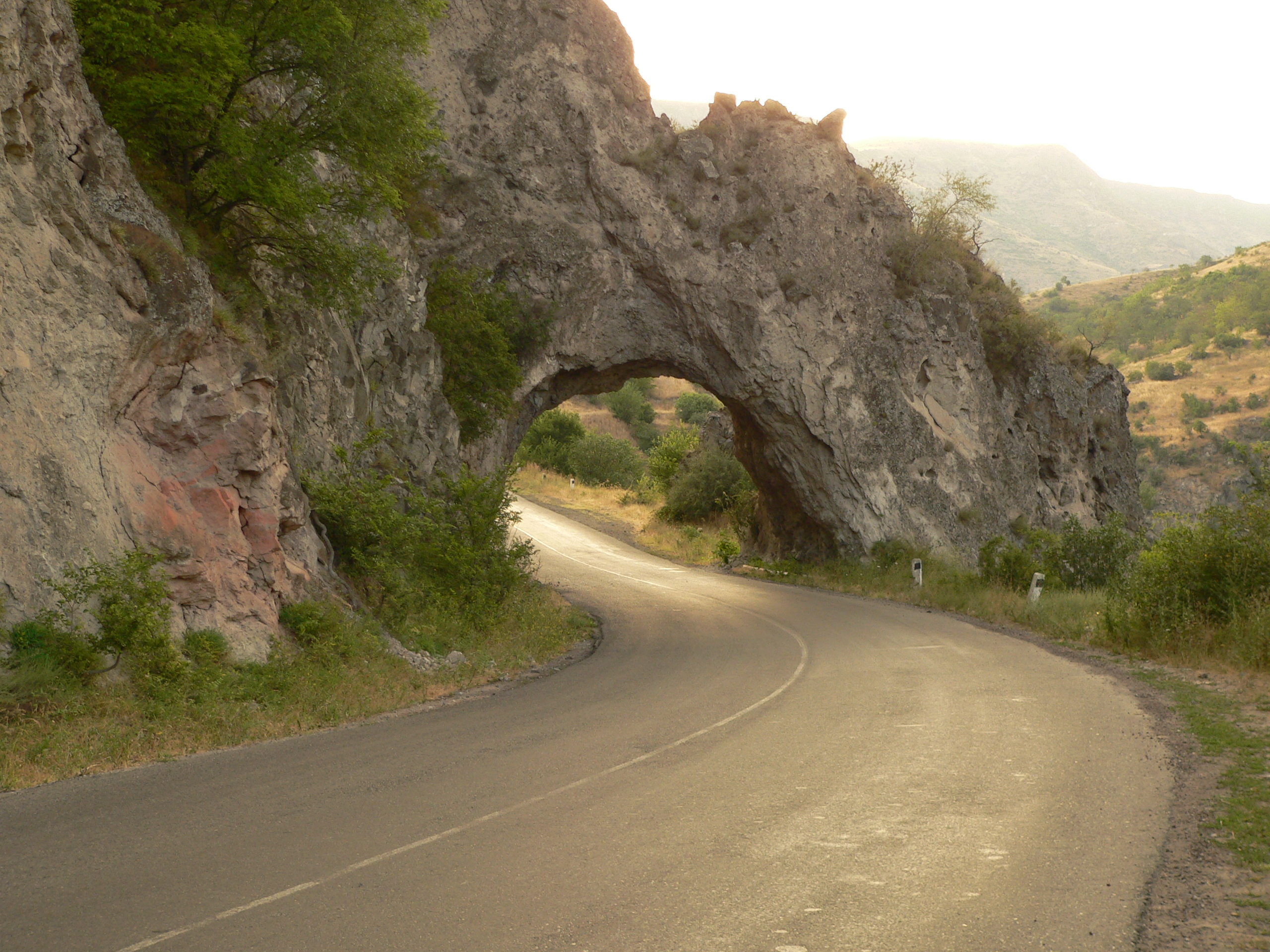
Скеля на дорозі до Горісу
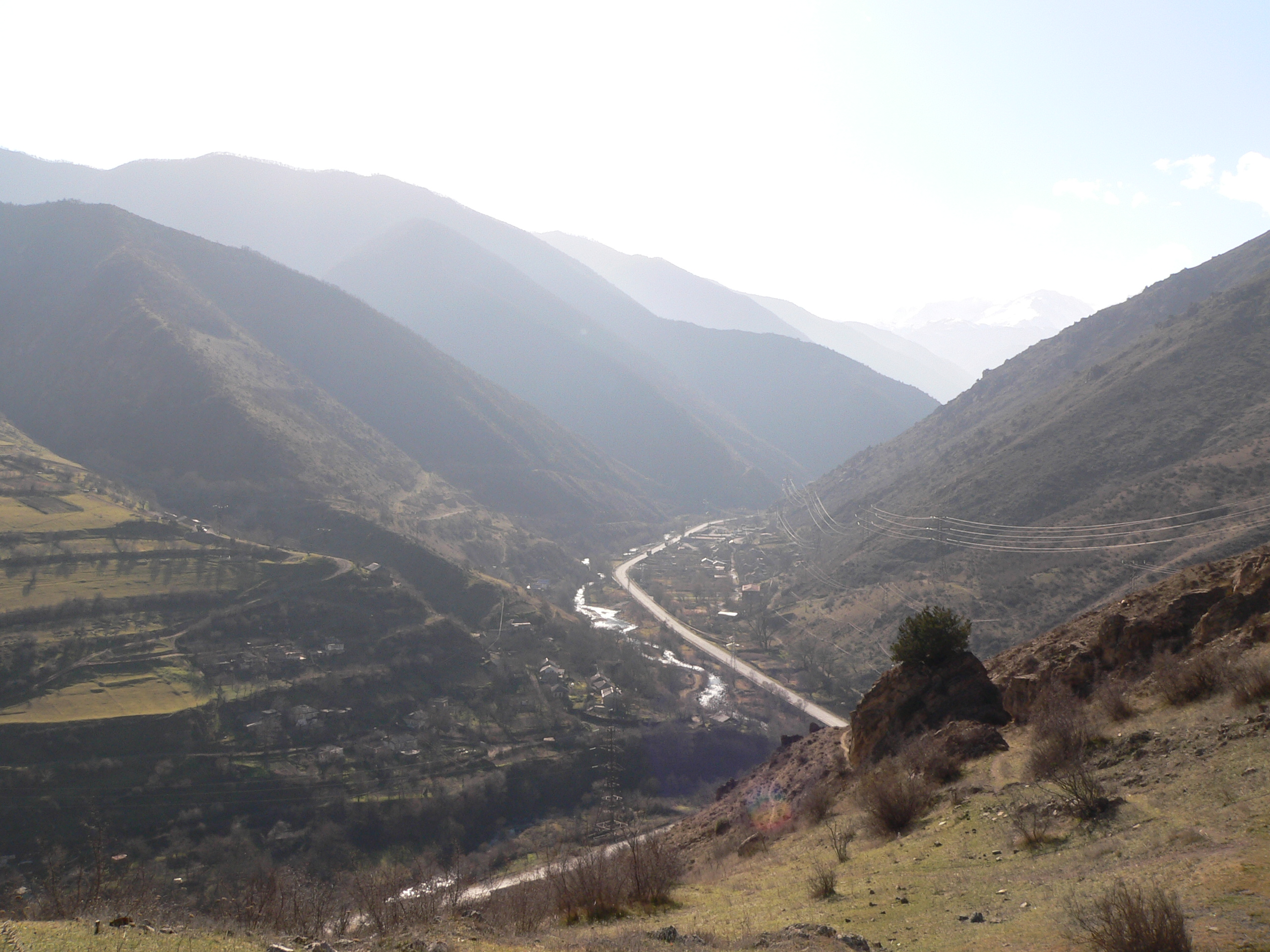
Дорога на Каджаран

### Клімат
Місто знаходиться у зоні, котра характеризується вологим континентальним кліматом з теплим літом. Найтепліший місяць — липень із середньою температурою 20.2 °C (68.3 °F). Найхолодніший місяць — січень, із середньою температурою -2.9 °С (26.7 °F).
| Клімат Капана           | Клімат Капана | Клімат Капана | Клімат Капана | Клімат Капана | Клімат Капана | Клімат Капана | Клімат Капана | Клімат Капана | Клімат Капана | Клімат Капана | Клімат Капана | Клімат Капана | Клімат Капана |
| Показник                | Січ.          | Лют.          | Бер.          | Квіт.         | Трав.         | Черв.         | Лип.          | Серп.         | Вер.          | Жовт.         | Лист.         | Груд.         | Рік           |
| Середній максимум, °C   | 7,1           | 8,4           | 11,7          | 17,1          | 21,8          | 25,8          | 29,3          | 29,3          | 24,4          | 19,8          | 13,1          | 9             | 18,1          |
| Середня температура, °C | −3            | −1,8          | 1,8           | 8,1           | 12,9          | 16,9          | 20,1          | 20,1          | 15,7          | 10,4          | 3,5           | −0,5          | 8,7           |
| Середній мінімум, °C    | −13           | −12           | −8            | −1            | 4             | 8             | 11            | 11            | 7             | 1             | −6            | −10           | −0,7          |
| Норма опадів, мм        | 28            | 32            | 60            | 80            | 96            | 68            | 31            | 30            | 43            | 55            | 40            | 27            | 590           |
| Днів з дощем            | 7             | 7             | 11            | 12            | 15            | 10            | 4             | 4             | 7             | 8             | 7             | 6             | 98            |
| ----------------------- | ------------- | ------------- | ------------- | ------------- | ------------- | ------------- | ------------- | ------------- | ------------- | ------------- | ------------- | ------------- | ------------- |
| Джерело: Weatherbase    |               |               |               |               |               |               |               |               |               |               |               |               |               |

## Економіка
Капан, що утворився в XIX столітті від злиття кількох селищ, був і залишається центром видобутку багатьох кольорових металів. Початок промислового освоєння тутешніх родовищ поклали в 1890-х рр. вірменські підприємці та французькі гірські інженери, що заснували в Капані концесію мідних рудників. У радянські часи Капан був центром гірничорудної промисловості, тут працювали мідно-молібденовий комбінат і збагачувальна фабрика. Працюють вони і зараз. Крім мідно-рудного комбінату в місті також є підприємства харчової промисловості, світлотехнічний завод, меблеві, трикотажні фабрики і ГЕС.

## Транспорт
Через місто проходить траса, що з’єднує Іран і Вірменію. Наприкінці 2008 року крім чинної ділянки траси Капан—Каджаран—Мегрі, була побудована і альтернативна ділянка Капан—Шикаох—Мегрі.
З міста відходить недіюча залізнична гілка Капан—Ковсакан—Міджнаван.
До початку Карабахської війни з Капану було повітряне сполучення. Невеликий аеропорт приймав літаки ЯК-40 і вантажні АН-14.
Найближчий аеропорт розташований за 62 км на північ, але постійні пасажирські рейси там не відбуваються.

## Визначні місця
У місті діє археологічно-етнографічний музей, краєзнавчий музей і театр. Кінна статуя Давид-бека височіє в центрі міста. Пам’ятник іншому вірменському герою — Гарегіну Нжде — знаходиться за декілька кілометрів від центру міста, вгору за течією річки Вачаган. По дорозі до нього можна оглянути сучасну церкву, побудовану з рожевого туфу. Це цілий меморіальний комплекс, розташований біля підніжжя гори Хуступ (3214 м), що панує над Капаном.

## Футбол
Наразі, у чемпіонаті Вірменії з футболу місто, а також весь південь країни, представляє клуб «Гандзасар», офіційним спонсором якого є Зангезурський мідно-молібденовий комбінат.

## Відомі особистості
В поселенні народився:
- Степанян Юрик Грантікович (* 1958) — український скульптор.

## Поріднені міста
- Борисів, Білорусь
- Глендейл, США
- Нінбо, Китай[7]